# Segerseni
Segerseni je bil staroegipčanski ali nubijski poglavar/kralj, ki je vladal verjetno vzporedno z zadnjimi faraoni Enajste ali prvimi faraoni Dvanajste egipčanske dinastije v Srednjem kraljestvu.

## Dokazi
Segerseni je dokazan na enem ali dveh skalnih napisih v Umbarakabu ((Hor-Dehmit) v Spodnji Nubiji. Segersenijevo prestolno ime na enem od napisov ostaja sporno, ker je grobo vklesano in zelo poškodovano zaradi vremena. Bralo bi se lahko Menhkare ali Vadžkare. Bolj verjetno je prvo ime. Eden od napisov opisuje morda vojno v neimenovani pokrajini Persenbeta.
Segerseni ni omenjen na nobenem seznamu egipčanskih kraljev.

## Življenjepis
Segerseni je morda privzel titularij egipčanskih faraonov, vendar ni dokazan nikjer izven Nubije. Najverjetneje je bil samo pretendent za egipčanski ali nubijski prestol s sedežem v Spodnji Nubiji v enem od politično težavnih obdobij Egipta: ali na začetku prvega vmesnega obdobja Egipta ali v drugem vmesnem obdobju Egipta ali proti koncu vladanja Mentuhotepa IV. iz Enajste dinastije ali na začetku vladanja Amenemheta I. iz Dvanajste dinastije. Za egiptologe sta bolj verjetni zadnji možnosti, predvsem zato, ker sta oba omenjena faraona imela težave s priznanjem zakonitosti svoje vladavine. 
Znano je, da je Amenemhet I. poslal Hnumhotepa I., zvestega velikega predstojnika Oriškega noma (16. nom Gornjega Egipta) s sedežem na Elefantini v Nubijo z nalogo, da zatre tamkajšnji upor. Vodja upora ni znan. Domneva se, da je to bil Segerseni, vendar bi lahko bila tudi Ijibhentre ali Kakare Ini, ki sta vladala v istem obdobju. Tudi onadva sta bila verjetno pretendenta za egipčanski prestol. Povezave med njima in s Segersenijem niso znane. Če je bil Segerseni resnično sovražnik Amenemheta I., bi se lahko vojskoval na strani Mentuhotepa IV. ali za svoje Nubijsko kraljestvo. Dejstvo je, da je Nubija v drugem vmesnem obdobju postala neodvisna, kar dokazujejo vojni pohodi Mentuhotepa II. v to pokrajino, ki so potekali samo 40 let pred domnevno Segersenijevo vladavino.